# Aambeeld (gereedschap)

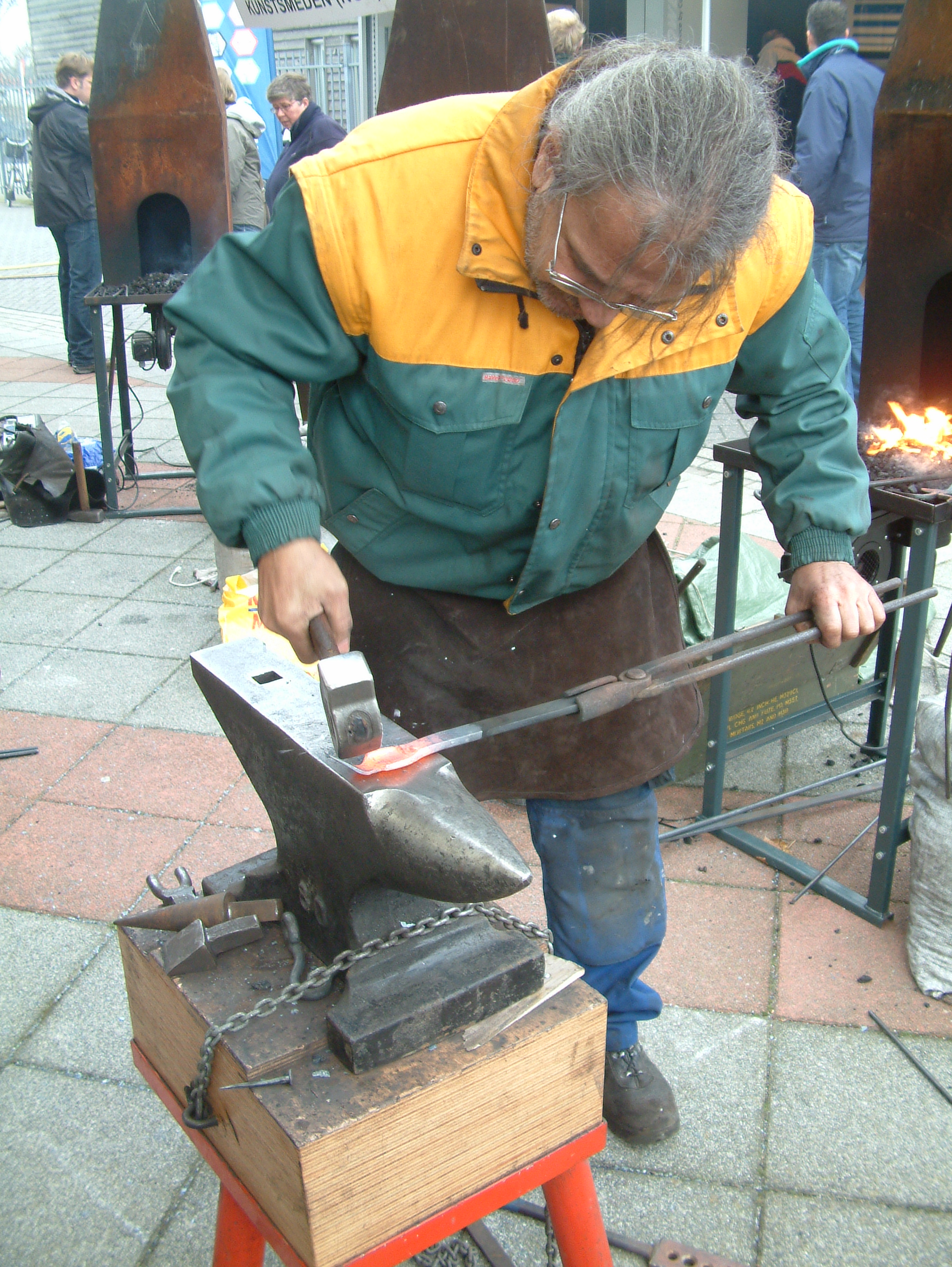
Demonstratie ijzer bewerken op een aambeeld bij de klassieke schepenbeurs in Enkhuizen.

Een aambeeld (of aanbeeld) is een zwaar uitgevoerd metalen (gietstaal, staal) blok op een voetstuk. Hierop slaat een smid stukken smeedijzer of andere metalen in de gewenste vorm.

## Uitvoering
Er zijn vele uitvoeringen van een aambeeld al naargelang de werkzaamheden waarvoor het gemaakt is. De edelsmid gebruikt meestal een zeer lichte uitvoering van hoogstens een paar kilo. De dorpssmid van vroeger had in zijn smidse een aambeeld dat vaak 200 tot 400 kilo woog om grotere werkstukken te kunnen bewerken.
Eeuwenlang heeft het aambeeld bestaan uit een samengesteld blok, gesmeed staal met een laag koolstofgehalte. Dit was zacht en vervormde snel. Later werd een geharde stalen 'baan' op het gesmede aambeeld aangebracht en werden aambeelden gegoten uit gietstaal. De ronde 'hoorn' wordt gebruikt om allerlei rondingen en buigingen te kunnen maken in het werkstuk. Vaak zitten er gaten in het aambeeld waar allerlei losse hulpstukken, tassen in vaktaal, in vastgezet kunnen worden. Deze zijn nodig om speciale vormen te kunnen aanbrengen aan het werkstuk. Op de foto op het blok naast het aambeeld.
Het aambeeld wordt geplaatst op een onderstel. In het verleden werd hiervoor een houten blok gebruikt, gemaakt van iepen of eiken.

## Gebruik
Belangrijk bij het werken is de juiste hoogte van de baan van het aambeeld. Te laag werken kan rugklachten veroorzaken en is zeer vermoeiend. In principe hangt de hoogte van het aambeeld af van de zwaarte van het werk. Bij het werken met een 'voorslager' en 'voorhamer' hoort een lager aambeeld.
Voor een rechtshandige smid wordt het aambeeld met de ronde hoorn naar links geplaatst. De zijde waar de smid dan voor staat noemt men de 'meesterzijde', de andere kant is de 'gezelszijde'.
Er zijn ook aambeelden met een vierkant 'stuikblok'. Dit bevindt zich tijdens het smeden aan de gezelszijde.
De klank voortgebracht tijdens het smeden op het aambeeld kan schadelijk zijn of minstens hinderlijk. Dit geluid kan worden gedempt door een ketting om het aambeeld te wikkelen, magneten aan de onderkant van het werkvlak van het aambeeld te bevestigen of een geluidsdempend materiaal tussen het aambeeld en het onderstel te plaatsen. Gesmede aambeelden maken minder geluid dan gegoten aambeelden.
Edelsmeden gebruiken op hun stavelij (werkbank) een soort miniatuur-aambeeld, de zogenoemde staak.